# 林有福
哈吉奧馬爾·林有福（1914年10月15日—1984年11月30日），原名林有福，新加坡及馬來西亞華裔政治家，1948年至1963年間歷任新加坡立法局和立法議會議員，1956年至1959年出任第二任新加坡首席部長。
林有福出身草根，早年從萊佛士書院畢業後任職文員，第二次世界大戰結束後投身勞工運動，繼而從政，1947年加入進步黨，1949年轉投劳工黨，復於1954年與大衛·馬紹爾等合組勞工陣線。戰後的新加坡政局動盪，當地要求獨立的呼聲日益高漲，在這種背景下，新加坡於1955年實施《林德憲法》，勞工陣線旋於同年的立法議會大選中勝出，由馬紹爾出任首任首席部長，而林有福則任勞工及福利部長，任內曾兼任副首席部長。
未幾，馬紹爾與英政府進行的自治談判破裂後，於1956年6月宣佈辭職，並由林有福接任。在首席部長任內，林有福透過以高壓手段打擊境內左派活動，從而取得英方信任，促成他聯結各主要黨派與英方重開自治談判，復於1957年4月與英方達成新加坡全面自治的憲制協議，為新加坡自治邦在1959年成立奠定基礎。可是，林有福對左派的強硬作風，特別是他在1956年和1957年兩度鎮壓華校左派師生的行動，使他失去佔大多數的華裔選民支持；相反，在野的人民行動黨在李光耀等人領導下步步進逼，支持度大幅拋離林有福和勞工陣線。
在1959年，林有福與他新成立的新加坡人民聯盟在立法議會大選中被人民行動黨重挫，他只好在同年6月黯然卸任首席部長，無緣過渡到新成立的自治邦出任總理，而總理席位則落到李光耀手上。自此以後，林有福遂漸淡出新加坡政壇，1963年退出立法議會後，旋於翌年獲關係友好的馬來西亞總理東姑阿都拉曼起用為馬來西亞駐澳洲高級專員，但任內於1966年發生的離奇失蹤事件，使他在大馬政壇提早止步。晚年的林有福皈依伊斯蘭教，並遷到沙烏地阿拉伯過著低調的生活，絕跡於新馬政壇，直至逝世。

## 生平

### 早年生涯
林有福祖籍福建金門，1914年10月15日生於海峽殖民地新加坡，為當地第三代華僑，父親名叫林德樂（Lim Teck Locke）。林有福在家中排行最大，有一名胞弟和兩名胞妹。他自小於珍珠山學校和歐南學校接受英語教育，後因成績優異，獲得了為期四年的獎學金，升讀名校萊佛士書院，並於1931年中學畢業。
林有福原本計劃畢業後到英國攻讀法律，並準備應考劍橋大學入學試，但因父親在1931年猝死而落空。林有福的父親死時只有37歲，遺下的家財被林有福的叔伯監管，而林有福更遭到冷待。由於當時新加坡經濟深受大蕭條打擊，他中學畢業後只好當私人補習幫補家計，負起供養母親和三名年幼弟妹的責任。
1934年，林有福獲帝國化學工業聘用為初級文員，未幾轉到新加坡冷藏公司任職初級文員，從此有了較穩定的收入。後來又因速記表現出色，被擢升為機密速記員。第二次世界大戰期間，日本在1941年12月發動太平洋戰爭，新加坡旋於1942年2月失守淪陷。在日佔時期，林有福僅靠販賣木炭過活，一直到1945年日本無條件投降和英國重新接管新加坡後，他才返回新加坡冷藏公司出任私人秘書。

### 投身政治
林有福早在二戰後就涉足工會活動。1947年，他辭去了冷藏公司的工作，以全職身份擔任新加坡文職及行政人員工會（Singapore Clerical and Administrative Workers' Union）秘書長，並在同年3月成為首位獲得英國文化協會獎學金的新加坡人，前往英國考察當地的工會和合作運動。
憑藉其工會背景，林有福還在1947年加入了剛剛成立、由律師陳才清領導的新加坡進步黨，為投身政壇作好準備。事實上，戰後的新加坡政局出現了很大的轉變。一方面，隨著英國國力減弱，當地鼓吹獨立的呼聲抬頭；另一方面，英政府戰後於1946年廢除海峽殖民地，把新加坡從檳城和馬六甲等埠抽出，成為皇家殖民地，而在戰後被廢除的海峽殖民地立法局也於1948年重組成為新加坡立法局。當年3月，新加坡首次舉行立法局大選，立法局22個議席中有六席由選舉產生，而進步黨派出的五名候選人當中即有三人勝出，奪取議席。雖然林有福未有競逐，但也旋於4月獲當局委任為立法局非官守議員，在議會內代表工會。
1949年7月，林有福退出進步黨，轉投與其立場更相近的新加坡劳工黨。此後他不僅在1950年6月當選工黨主席，還於同年7月獲推選兼任新加坡文職及行政人員工會主席。在工會支持下，他在1951年4月的立法局大選出選吉寶（Keppel）選區，並且順利當選，搖身一變成為立法局民選議員。在該次選舉當中，民選議席由原來的六席增至九席，進步黨奪得了其中六席，劳工黨奪得兩席，成為局內第二大黨，餘下一席則由獨立人士奪得。1951年5月，林有福進而創立新加坡職工總會，自任主席，同年又獲美國新聞署資助到美國考察當地工運，但這時工黨內部的派系鬥爭卻日益惡化。1952年12月，以劳工黨秘書長彼得·威廉斯（Peter Williams）為首的派系成功迫使林有福辭任黨主席，最終他選擇退黨，而劳工黨自此也陷入一蹶不振的局面。

### 勞工陣線
退出工黨後不久，星洲殖民地政府在1953年7月委託英國外交官林德爵士（Sir George Rendel）主持林德委員會（Rendel Commission），就新加坡的憲制發展提供意見，身兼立法局民選議員的林有福即獲委任為委員會委員之一。林德委員會隨後於1954年2月發表報告，對新加坡憲制提出了不少建議，意味新加坡的憲制將有重大的變革，進一步向自治邁進。與此同時，為了在新憲法實施前造好部署，林有福與前劳工黨黨友法蘭西斯·湯姆士（Francis Thomas）和有意從政的有名刑事法大律師大衛·馬紹爾於1954年4月合作籌組新政黨勞工陣線，並由馬紹爾出任創黨主席。
1955年2月，新加坡根據林德委員會的建議，正式落實新的憲法。根據這份《林德憲法》，新加坡首次設立了以民選議席佔大多數的新加坡立法議會，取代原有的立法局。議會內32席中的25席由普選產生，另外四席是由新加坡總督委任產生的非官守議席，三席是分別由布政司、律政司和財政司出掌的當然官守議席，餘下一席則是由總督提名的非官守議長議席。此外，在總督以下又增設了新加坡首席部長一職，由立法議會多數黨領袖出任，實行與總督分掌權力。總督雖繼續掌控對外事務、內部保安、防衞、傳媒廣播、民眾關係與政府人事編制等相對政治性和敏感的政策範疇，但不少民生政策的制訂權力則落到新設的首席部長手上。
至於原有的行政局也由新設立的部長會議取代，由總督擔任主席，另由布政司、律政司和財政司擔任當然官守議員，餘下六席非官守議席則由首席部長以及由他從立法議會挑選五名議員兼任。雖然部長會議由總督擔任主席，但首席部長可主導討論，而其他由首席部長從立法議會挑選的部長會議議員，也會同時獲任命擔任不同的部長職務，形式類似於西敏式部長制和內閣制。

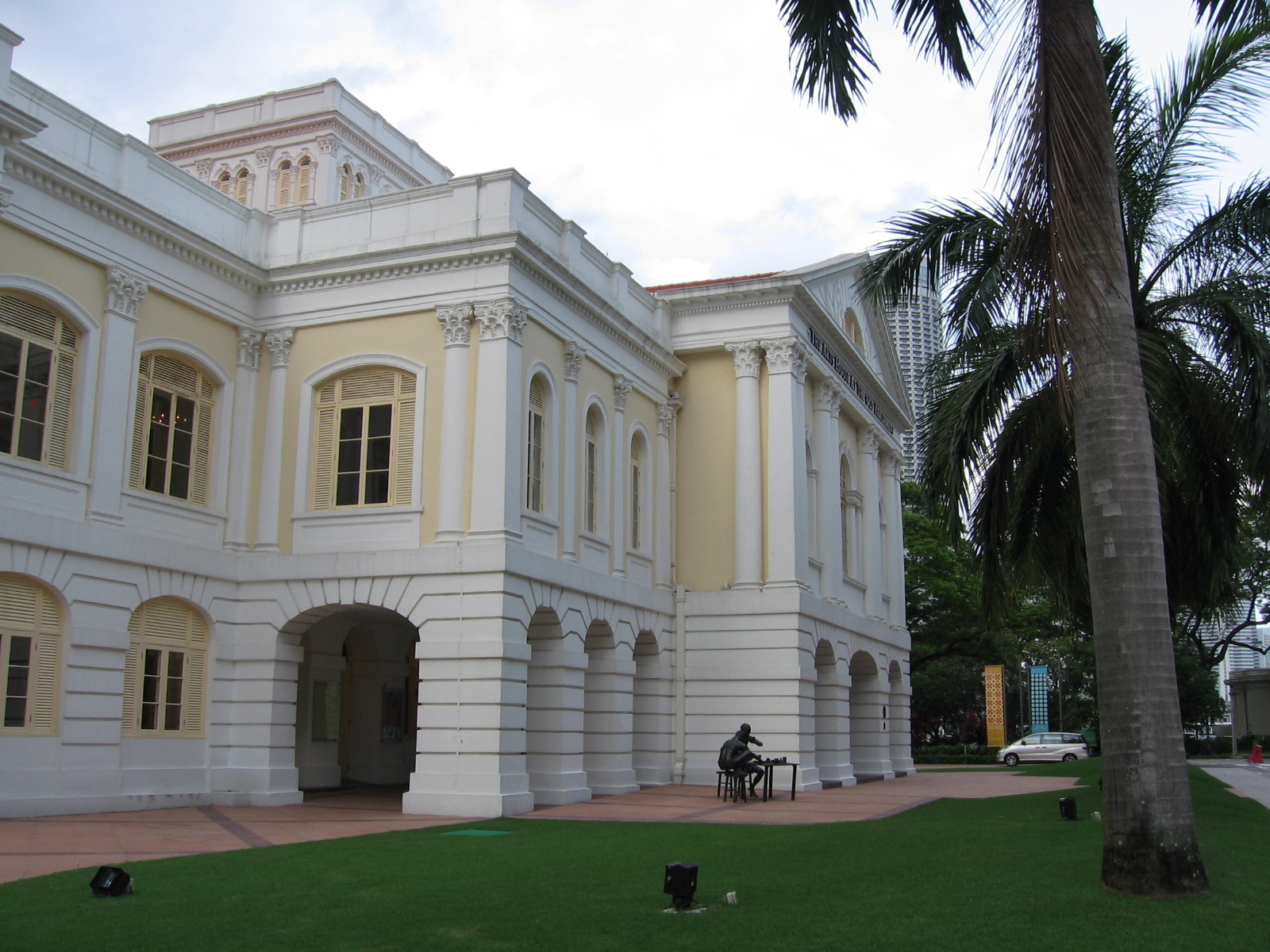
林有福在1955年立法議會大選中當選為合樂選區議員，並獲委任為勞工及福利部長，圖為昔日的新加坡立法議會大廈

隨後在1955年4月舉行的立法議會大選當中，由馬紹爾率領的勞工陣線奪得10席民選議席勝出大選，另外進步黨取得四席，巫統－馬華公會－新加坡巫統聯盟取得三席，人民行動黨得三席，民主黨得兩席，餘下三席由無黨籍人士奪得。大選過後，馬紹爾遂成為新加坡首任首席部長，但他還需要招攬巫統－馬華公會－新加坡巫統聯盟籌組聯合政府，並由總督列誥爵士協助下委任兩名親勞工陣線的非官守委任議員，才得以有效取得多數控制立法議會。是次立法議會大選中，林有福代表勞工陣線出選合樂（Havelock）選區，並且順利當選，成為唯一一位順利由原立法局過渡到立法議會的民選議員。
當選後，林有福進而獲馬紹爾提名兼任部長會議議員和出任勞工及福利部長，同時又辭任了新加坡職工總會主席的職務。當時新加坡的工潮此起彼落，而且經常演變成為大小騷動，因此身兼勞工及福利部長的林有福要經常代表政府參與斡旋，協助平息和化解工潮。他處理過的工潮包括1955年4月至5月的福利巴士工潮、同年5月至7月的新加坡港務局工會員工罷工、酒店業員工罷工、新加坡市議會職工罷工，以及新加坡電車公司員工罷工等等。其中，福利巴士工潮在1955年5月更演變成為暴動，造成四人喪生和多人受傷，當中包括兩名殉職的警務人員。
未幾，馬紹爾聯同繼任總督柏立基爵士帶領新加坡各大政黨代表在1956年3月前往英國倫敦，與英方就新加坡的自治安排展開談判，但隨著談判在同年5月破裂，任務失敗的馬紹爾返回新加坡後，於6月6日宣佈引咎辭任首席部長。結果，曾經出任副首席部長、身兼勞工及福利部長的黨友林有福於6月8日接任，成為第二任新加坡首席部長。
林有福政府的部長組成大致上與馬紹爾的政府相同，他除了繼續兼任勞工及福利部長外，其餘的部長包括副首席部長兼地方政府、地政及房屋部長阿卜杜勒·哈密·裕末（Abdul Hamid b. Jumat）、工商部長J·M·朱瑪波（J. M. Jumabhoy）、交通及工務部長法蘭西斯·湯姆士、教育部長周瑞麒和衛生部長A·J·布拉加（A. J. Braga）。卸任首席部長的馬紹爾則與勞工陣線和林有福越走越遠，後來索性退出，自立工人黨；到1958年3月，林有福進一步獲黨員推選為勞工陣線主席，鞏固其在黨內的地位。

### 首席部長

#### 華校騷動
林有福接任首席部長後的首要任務，是要向英政府爭取為新加坡取得全面自治。早在馬紹爾在任首席部長時，英方已考慮過新加坡的前途問題。鑑於英方當時已同意馬來亞（馬來西亞前身）邁向獨立，考慮到新加坡在地理上的戰略價值，英政府認為長遠有必要繼續控制新加坡的外交和防衛事務，因此英方只傾向讓新加坡獲得自治，而不希望新加坡獨立。時任總督柏立基爵士雖然比他的前任列誥爵士對新加坡爭取自治採取更加開明和友善的態度，但卻認為自治進程應該循序漸進地進行；如果推行過急，他擔心權力交接過快，將迫使政府倉促推行公務員本地化，最終導致新加坡自治後透過本地化提拔的政府高官缺乏充足的管治經驗。

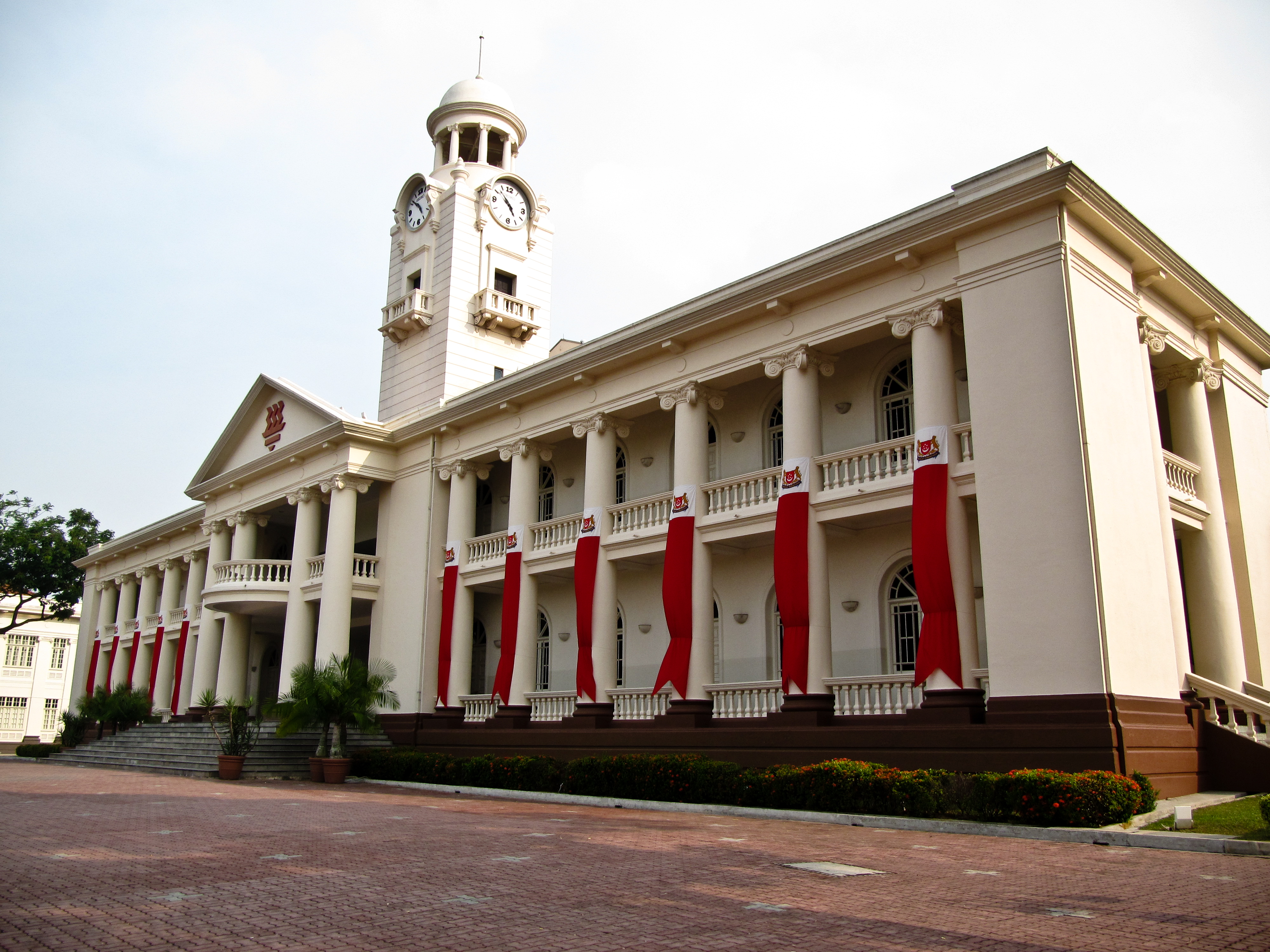
華僑中學是1956年10月華文中學暴動其中一處事發地點

在這個背景下，馬紹爾等人在1956年3月至5月與英方就新加坡自治展開談判時，正因為柏立基強調新加坡應先解決內部保安問題才具備落實自治的條件，再加上身為勞工陣線主席的馬紹爾一直以反殖民主義為號召，在首席部長任內卻未能有效打擊境內由左派煽動的連串騷動和暴力事件，再加上他堅持爭取新加坡全面獨立、拒不退讓，終使英方認為時機尚未成熟，拒絕支持新加坡落實全面自治，致使談判破裂。
針對新加坡內部保安之強化，林有福甫上任便於1956年9月至11月以及1957年8月引用《維護公眾安全條例》（Preservation of Public Security Ordinance），兩度大舉搜捕境內的左派激進工運人物、教師和學生，部份人士更被驅逐出境；在1956年的行動中，大量被指親共的組織如新加坡婦女聯合會、新加坡銅鑼合唱團和新加坡華文中學學生聯合會等均遭到當局封禁。連串的大規模搜捕行動，觸發不少聲援被捕人士的華文學校師生在1956年10月於中正中學和華僑中學發起靜坐抗議，最終演變成為大規模騷動。
在該次騷動中，林有福在柏立基的支持下於1956年10月26日派出防暴警察進校清場，政府方面也在10月26日至11月2日實施宵禁，從而有效平息了騷動。但在五日間，有13人在亂事中喪生，逾百人受傷。隨後累計被當局拘捕的人數也逾數百人，當中包括立法議會在野黨人民行動黨陣營內的左翼派系成員林清祥、方水雙和蒂凡那等，他們直到1959年人民行動黨上台執政後才得以獲釋。

#### 自治談判
林有福對左派的強硬態度，使英政府在重新審視後，認為新加坡的內政安全已得到保証，終促成自治談判在1956年12月至1958年6月期間重開。在林有福帶領下，各主要政黨代表在1957年3月前往倫敦，與英方就新加坡的自治時間表展開關鍵談判，並在同年4月成功與各方就自治安排達成共識，最終於4月11日由林有福代表新加坡與殖民地大臣艾倫·蘭諾斯-波德（Alan Lennox-Boyd）簽訂了新的憲制協議。在1958年5月28日，新加坡各方代表在倫敦草擬好新憲法；同年8月，英國國會通過了《新加坡自治邦法令》，通過自治安排。根據協議，英方除了同意在1959年的大選中大幅增加立法議會議席，以及全數由普選產生外，还同意讓新加坡成為自治邦，由總理和內閣取代首席部長和部長會議，全權主理國防和外交以外的所有事務，而總督一職將會由元首（Yang di-Pertuan Negara）取代。
與此同時，林有福在1957年10月促成立法議會通過《新加坡公民權條例》。該條例首次設立了新加坡公民的身份，任何在新加坡出生的人士、境外出生人士，其父親在新加坡出生而且並不持有外國國籍、生於馬來聯邦並已定居滿兩年的人士、定居滿兩年的英國及殖民地公民，以及定居滿十年的外國人，均可成為新加坡公民。一連串的談判及立法工作，為新加坡在1959年6月正式落實自治作好了準備。為表彰他的表現，馬來亞大學在1957年9月向他頒授名譽法學博士學位，而馬來亞最高元首端姑阿都拉曼更在1958年8月向他頒授第一等護國有功勳章（S.M.N.），令他取得了馬來亞規格甚高的敦頭銜。

#### 承認南大
經過一連串鎮壓左派師生的行動後，隨著距離自治邦在1959年6月成立的日子愈來愈近，林有福為了爭取佔大多數的華裔選民支持，而對南洋大學採取了較之前更為友善的態度。南洋大學是新加坡首家以華文為授課語言的大學，在1953年由陳六使等祖籍福建的新加坡僑商出資創辦。不過，鑑於殖民地政府採取以英文優先的政策，再加上南洋大學創校初期被指受到共產黨滲透，因此一直遭受政府冷待。在大衛·馬紹爾擔任首席部長期間，時任教育部長周瑞麒更在1956年5月表示南洋大學頒授的學位將不獲政府承認。

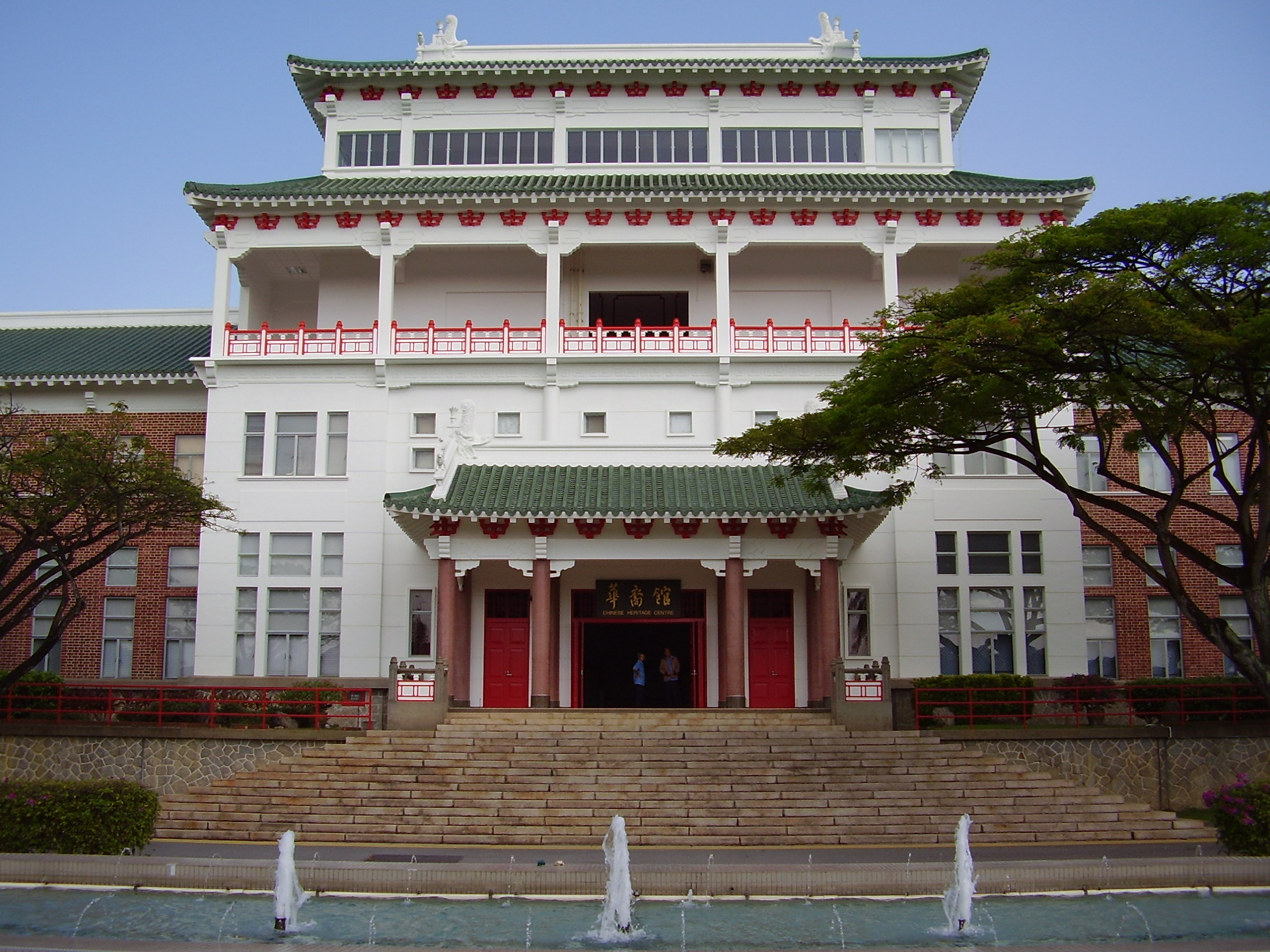
南洋大學於1958年首次獲政府資助

自林有福接任首席部長後，政府雖然繼續採取對南洋大學學位不予全面承認的方針，但對大學的發展卻採取更正面的態度。1958年3月，南洋大學校舍落成，即邀得時任總督顧德爵士主持校舍落成揭幕典禮，反映政府對南洋大學的重視。同年10月，林有福政府宣佈向南洋大學提供84萬馬來亞元資助，一半用於大學經費，另一半用於學生獎學金，是政府歷來首次對南洋大學提供資助。1959年3月，林有福在立法議會通過《南洋大學條例》，正式向南洋大學賦予大學地位，大學校董會的27名校董席位中，還有三席由政府提名的校董席位。
林有福還重新審視全面承認南洋大學學位的可能性，他在1959年1月委任一個以西澳大學校長S·L·白里斯葛（S. L. Prescott）為首的白里斯葛委員會（Prescott Commission），負責對南洋大學學位的水平和認受性進行評估。然而，在同年3月提交的《白里斯葛報告書》中，委員會對南洋大學作出尖刻的批評，並對政府全面承認南洋大學學位予以保留。林有福不希望因發表報告書而拖累民望，危及選情，因此把報告書留中不發。直到新加坡自治邦成立後的1959年7月，報告書才被向外公開，但那時候林有福已經卸任首席部長。

#### 失去支持
儘管林有福成功為新加坡從英國手上爭取全面自治，但他以強硬手段鎮壓華校師生的做法，使他失去了佔大多數的華裔選民支持。他在其他方面的政策，包括在1957年順應英政府的要求，以低價把聖誕島轉售予澳洲政府；和在1958年堅持把即將失效的《維護公眾安全條例》有效期延長，均引起了輿論不少負面反響。再加上政府未能有效打擊秘密社團的迅速發展，黑幫成員打鬥的案件頻頻發生，導致治安日趨惡化；而社會民生和經濟發展停滯不前，以及教育部長周瑞麒在1959年初被人民行動黨揭發涉嫌貪污收受鉅款等事件，都進一步使林有福的勞工陣線支持度急降。

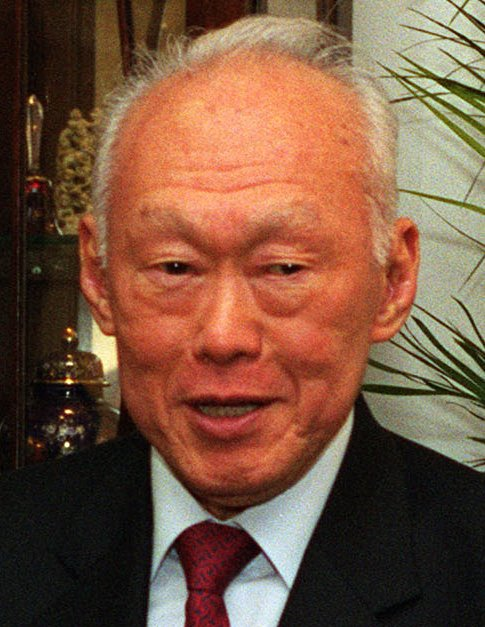
人民行動黨秘書長李光耀

相反，在野的人民行動黨在主席杜進才和秘書長李光耀等人領導下，透過攻擊勞工陣線是英政府的傀儡而深得民眾支持，對林有福和勞工陣線步步進逼。1957年，經大幅改組後的新加坡市議會舉行首次選舉。選舉當中，人民行動黨在32個議席中奪得13個議席，而勞工陣線只有四席；翌年7月舉行的市議會加冷（Kallang）選區補選當中，人民行動黨再次擊敗勞工陣線勝出，反映勞工陣線在地方選舉中失勢，對勞工陣線在1959年的立法議會大選選情響起警號。在1958年11月，林有福成立新加坡人民聯盟以取代舊有的勞工陣線，自任主席，試圖挽回選民支持，但作用不大。
根據新憲法的安排，新加坡殖民地立法議會於1959年3月31日正式解散，自治邦的立法議會大選選戰隨即展開。新加坡自治邦立法議會全數51個由普選產生的議席於5月30日舉行投票，點票結果顯示，人民行動黨派出51名候選人，其中43人勝出；由林有福率領的新加坡人民聯盟派出34人參選，卻以慘敗收場，只有四人當選；至於巫統則奪得三席，餘下一席由獨立人士贏得。由E·H·霍洛韋（E. H. Holloway）領導的自由社會主義黨、大衛·馬紹爾的工人黨和法蘭西斯·湯姆士的勞工陣線更是全體敗陣。
6月1日，林有福黯然向總督提交辭呈，兩日後正式卸下在任三年的首席部長職務。同日，英國正式宣佈新加坡自治邦成立，標誌着殖民地時代謝幕。人民行動黨秘書長李光耀於翌日以首席部長身份籌組政府，旋於6月5日宣誓就職成為首任新加坡總理，新加坡遂步進全面自治的年代。

### 大馬政壇
在1959年立法議會大選中，林有福在經禧（Cairnhill）選區勝出，保住了自治邦的立法議會議席，並在議會內擔任反對黨領袖，但影響力不斷消減。這時的林有福對新加坡政治的興趣開始不如往昔；相反，他早在擔任首席部長的時候，已經與馬來亞總理東姑阿都拉曼建立起友好的關係，也逐漸關注大馬政壇；他更主張新加坡自治邦應該併入馬來亞，以達至脫離英國獨立的目標。
在1963年9月，新加坡經公投後聯同砂拉越和北婆羅乃正式併入馬來亞，馬來西亞宣告成立。同月，新加坡舉行立法議會大選，當時的新加坡人民聯盟在馬來西亞執政黨馬來西亞聯盟支持下，早已於1961年聯合一些反對派系組成新加坡聯盟黨，並以新加坡聯盟黨的旗號出選，試圖再一次挑戰執政人民行動黨。可是，身為新加坡人民聯盟主席的林有福未有參與這次立法議會大選，而新加坡聯盟黨在大選中以全軍盡墨收場後不久，他更宣佈辭任新加坡人民聯盟主席，從此告別立法議會和淡出新加坡政壇。在1964年1月，馬來西亞總理東姑宣佈委任林有福為馬來西亞駐澳洲高級專員，新加坡在1965年8月脫離馬來西亞正式獨立後，他旋獲簽發馬來西亞護照，成為馬來西亞公民，並留任駐澳洲高級專員一職。當時他形容自己就像「分居夫婦的孩子」（child of estranged parents），期望新馬有朝一日會重新統一。

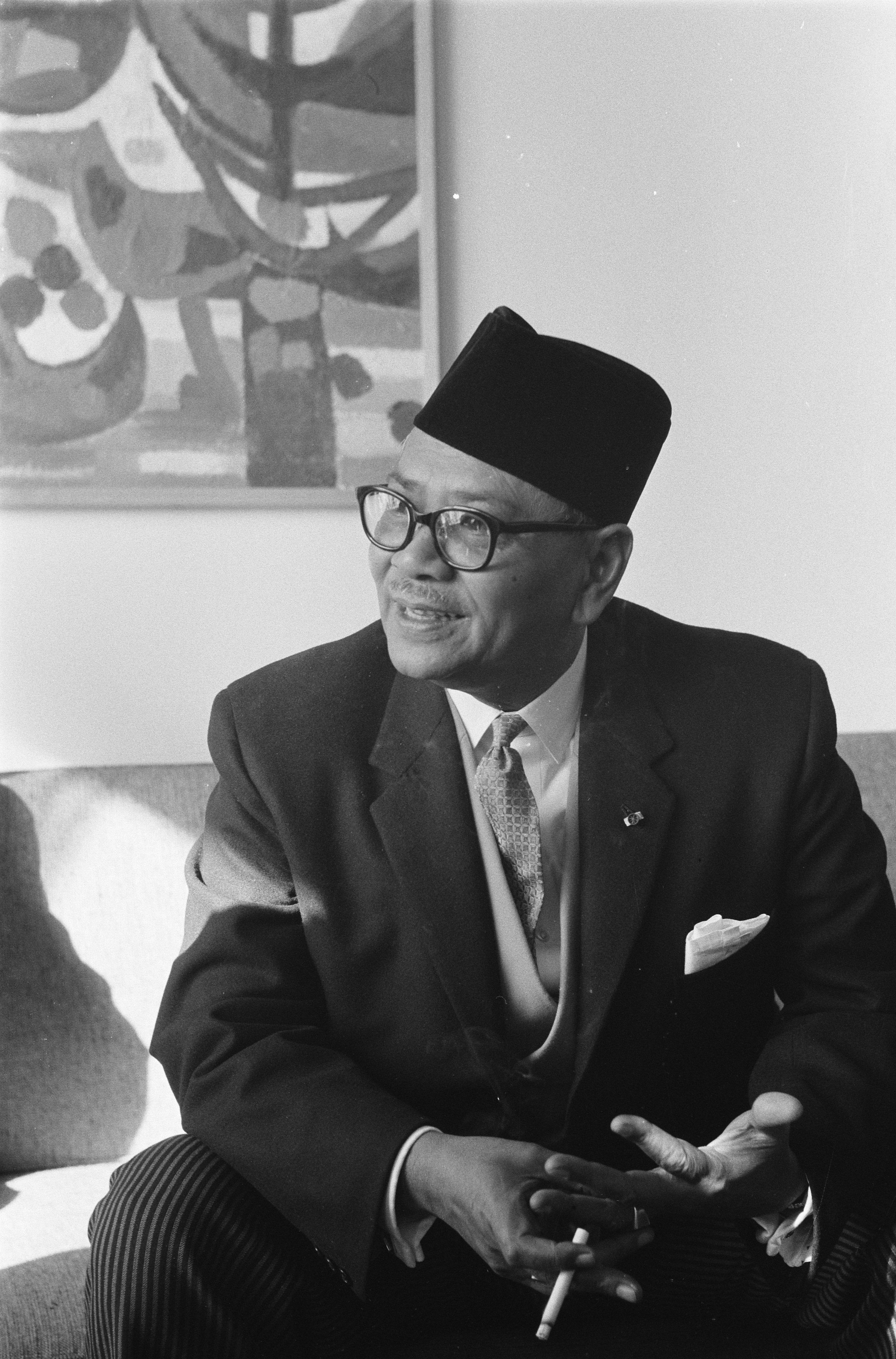
馬來西亞總理東姑阿都拉曼與林有福份屬友好，並在1966年介入他在澳洲離奇失蹤的事件

在澳洲坎培拉擔任高級專員的林有福，於1966年6月11日突然傳出失蹤的消息，一時引起澳洲和新馬的輿論轟動。林有福失蹤後，一名悉尼記者聲稱目暏林有福使用假名「霍克」（Hawk）乘搭內陸航班前往悉尼。坊間還有消息傳出林有福是悉尼英皇十字一帶天堂俱樂部（Paradise Club）的捧場客，最愛觀看只有19歲的大牌脫衣舞孃桑德拉·尼爾遜（Sandra Nelson）的表演，不過林有福的確實下落始終不明，而警方也未能與尼爾遜取得聯繫。
澳洲警方自他失蹤後即時動員警力展開大規模搜索，大馬政府方面則派出特使專程到澳洲尋找他的下落，而他的妻子和其中兩名女兒也飛往澳洲協助搜查。期間，林有福夫人更接受澳洲電視台專訪，聲淚俱下地要求丈夫及早歸來；至於在另一場合，大馬政府特使向記者表示林有福有可能「被石頭絆倒受傷，現正接受一位我們不知道身份的好人照顧」；馬來西亞總理東姑也在大馬首都吉隆坡接受澳洲記者長途電話訪問，呼籲林有福現身，並表示「我的好友，回來吧，我會欢迎你的，我很樂意讓過去的事成為過去」，聽起來似有弦外之音。
失蹤九日後，林有福在6月19日離奇地由一名在悉尼經營賓館的男子維森特·劉斯（Vincent Laus）開車送回坎培拉，當時他的精神狀況欠佳。劉斯聲稱在悉尼街頭遇見孤身流連的林有福，發現他身體不適和嘔吐，於是把他帶回賓館休養，多日後才發現他正是警方遍尋不獲的大馬政要。然而，傳媒對有關解釋提出很多疑點，包括劉斯為何要經過多天才發現林有福的真正身份，以及為何他不向警方求助，要自己長途跋涉開車把林有福送回坎培拉。大馬政府找回林有福後，也拒絕作進一步評論，而大馬政府特使也只形容劉斯是一位「好撒馬利亞人」，使事件充滿疑團。
未幾，林有福在1966年7月由家人陪同下返回吉隆坡，可是事件仍未告一段落。返國後，大馬朝野質疑林有福與脫衣舞孃尼爾遜發展婚外情，但為林有福所否認；同時間，身在澳洲的尼爾遜再度現身接受記者訪問，也強調與林有福只是普通好友，對他失蹤期間的下落全不知情。尼爾遜還拒絕應馬來西亞國會反對黨的邀請，前往馬來西亞就她與林有福的關係接受質詢；但表示如果國會議員想要她的照片，她可以郵寄一大疊給他們。
林有福失蹤以前，外交部原本早已選定他出任馬來西亞駐意大利大使，惟事件發生後，外交部取消有關安排，改為把他留在吉隆坡的外交部本部任職副秘書長（特別職務）。至1968年8月，林有福從外交部辭職，為他在大馬的政治生涯劃上句號。從外交部辭職後不久，大馬政府突然在同年11月底摘除他的敦頭銜，使他當年在澳洲失蹤的事件顯得更為撲朔迷離；而根據林有福身後出版的自傳解釋，當年他與妻子感情出現裂痕，導致他情緒崩潰，才會選擇失蹤。

### 晚年生涯
林有福在1961年9月於大馬柔佛州遇上嚴重交通意外，身受重傷，康復後偶爾出現健康問題，例如在1966年6月失蹤事件發生前，他曾經因病接受兩個月治療。
退出大馬外交部後，林有福最初定居於馬六甲，當他與妻子婚姻關係破裂後，他在1972年7月皈依伊斯蘭教，遷到沙烏地阿拉伯麥加重過新生，改名哈吉奧馬爾·林有福（Haji Omar Lim Yew Hock）。
林有福晚年移居吉達，加入伊斯蘭會議組織，曾任伊斯蘭發展銀行主席特別助理。他在1984年11月30日突然於吉達家中逝世，終年70歲，遺體即晚於麥加安葬。他的自傳Reflections（《反思》）在他身後的1986年於吉隆坡出版。

## 人物描寫
與李光耀、大衛·馬紹爾、杜進才和其他在二戰後崛起的新加坡政治領袖不同，林有福出身草根，只曾在本地接受教育，也未曾像他們到過英國的著名學府接受高等教育。雖然如此，他從文員做起，透過參加工運和自己的努力拾級而上，成功晉身立法局和後來的立法議會，最終還當上了首席部長，在殖民地時期的新加坡一度具舉足輕重的影響力。
與他的前任馬紹爾不同，林有福在首席部長任內選擇對英政府採取合作的態度，強硬對付左派團體和師生，從而取得英方信任，並促成新加坡與英國重新展開自治談判。在他的帶領下，新加坡一方透過連串斡旋，與英方達成協議，成功為新加坡在1959年爭取落實全面自治，而這也是林有福從政生涯的最高點。然而，林有福大舉鎮壓華校師生的行動，使他失去佔大多數的華裔選民支持；同時間，林有福掃除了在野人民行動黨內的親共勢力後，卻讓李光耀借助林有福政府民望低迷的時機帶領人民行動黨步步進逼，使政壇形勢出現逆轉。事實上，在歷次的自治談判中，英政府已逐漸把注意力投放到表現突出的人民行動黨身上，並視人民行動黨的李光耀為栽培對象。
儘管林有福為新加坡全面自治奠定基石，但自己的政黨卻遭到選民離棄，自己也無緣過渡到新成立的新加坡自治邦出任首任總理，總理席位更由人民行動黨的李光耀奪得。有意見認為，林有福雖然政途失意，但他為新加坡取得全面自治，又掃除了人民行動黨內的左翼勢力，所以是李光耀的踏腳石，為李光耀和人民行動黨日後長期執政鋪路。

林有福卸任首席部長後的政途陷入低潮，他在1963年放棄參加立法議會大選，更為他在新加坡的政途劃上句號，翌年轉往大馬政壇發展以後，也無緣重返新加坡政壇。1966年在澳洲的離奇失蹤事件，是其政途的另一個低潮，也提早結束了他在大馬的政途。在新馬兩地政壇皆失意的林有福，最後選擇移居沙烏地阿拉伯過著低調的生活，不再過問新馬政事。在他身後出版的自傳當中，他對自己有這樣的評價：
|  | 一生不論身處任何崗位，我都是保持謙卑的……我發覺偉大本身沒有真正的偉大，但謙卑之中就有真正的偉大。林有福在任新加坡首席部長期間並不偉大，但依舊以謙卑的心與同胞相處的首席部長林有福是偉大的。 （I have always been humble, irrespective of my position in life... I have found that there is no true greatness in greatness itself, but there is truly greatness in humility. Lim Yew Hock was not great when he was Chief Minister in Singapore, but Chief Minister Lim Yew Hock was great, when he remained humble, in his relationship with his fellow men.） |

## 個人生活
林有福在1937年於新加坡娶謝金娘（Chia Kim Neo）為妻，兩人育有一子三女。歷經1966年的失蹤事件和在1968年從大馬政府辭職後，林有福與妻子的婚姻宣告破裂。晚年皈依伊斯蘭教和在沙烏地阿拉伯生活的時候，林有福復迎娶一名同樣皈依了伊斯蘭教的華裔女子哈賈·哈斯娜·阿卜杜拉（Hajjah Hasnah Abdullah）為妻，婚後兩人育有一女，名叫哈雅蒂（Hayati）。

## 部長名單
- 林有福政府（1956年6月7日－1959年6月3日）：[27]
  - 首席部長兼勞工及福利部長：林有福
  - 副首席部長兼地方政府、地政及房屋部長：阿卜杜勒·哈密·裕末（Abdul Hamid b. Jumat）
  - 工商部長：J·M·朱瑪波（J. M. Jumabhoy）
  - 交通及工務部長：法蘭西斯·湯姆士（Francis Thomas）
  - 教育部長：周瑞麒
  - 衛生部長：A·J·布拉加（A. J. Braga）
- 變動
  - 1959年2月：法蘭西斯·湯姆士辭職，由M·P·D·奈爾（M. P. D. Nair）接替。[65]
  - 1959年3月：周瑞麒辭職，職務由林有福兼任。[66][67]

## 部份著作
- Reflections. Kuala Lumpur: Pustaka Antara, 1986. ISBN 978-9-67937-029-4
  - （直譯：《反思》。吉隆坡：安德拉新聞社，1986年。）

## 榮譽

### 殊勳
- 第一等護國有功勳章 （S.M.N.） （馬來西亞，1958年8月頒授，1968年底遭謫除[9][61]）
- 汶萊第一等王冠勳章 （汶萊，1961年[68]）

### 名譽博士
- 法學博士
  - 馬來亞大學 （1957年9月[9]）

### 頭銜
- 林有福 （Lim Yew Hock，1914年10月15日－1958年8月）
- 敦林有福，SMN （Tun Lim Yew Hock, SMN，1958年8月－1968年11月）
- 林有福 （Lim Yew Hock，1968年11月－1972年）
- 哈吉奧馬爾·林有福 （Haji Omar Lim Yew Hock，1972年－1984年11月30日）

## 注腳
1. ↑  许振义 (编). . 新加坡金门会馆.
2. 1 2 3 4 5 6  Corfield (2011), pp. 159-160.
3. 1 2  中文姓名根據英文姓名音譯所得。
4. 1 2 3 4 5 6 7 8 9 10 11 12 13 14 15 16 17 18 19 20 21 22 23 24 25 26  Lau (2004)
5. 1 2 3 4 5 6 7 8 9 10 11 12 13 14 15 16 17 18 19 20 21 22 23  "Man who thumped the Reds" (1 December 1984)
6. 1 2 3 4 5 6 7  Tan, Guan Heng (2007), p. 141.
7. 1 2 3 4  Mukunthan (2004)
8. 1 2 3 4  "Lim Yew Hock dies in Jeddah" (1 December 1984)
9. 1 2 3 4 5 6 7  Morais (1965), p. 234.
10. ↑  "LEGISLATIVE COUNCIL GENERAL ELECTION 1948", singapore-elections.com, retrieved on 12 January 2013.
11. ↑  "LEGISLATIVE COUNCIL GENERAL ELECTION 1951", singapore-elections.com, retrieved on 12 January 2013.
12. 1 2 3 4 5 6 7 8 9 10 11  Ng (2009)
13. ↑  Quah, p. 37.
14. 1 2 3  Sutherland (2010)
15. ↑  "LEGISLATIVE ASSEMBLY GENERAL ELECTION 1955", singapore-elections.com, retrieved on 12 January 2013.
16. ↑  "Singapore Legislative Assembly General Election - 1955" (2010)
17. ↑  Wong (2002), p. 82.
18. ↑  "MARSHALL NAMES HIS MEN" (7 April 1955)
19. ↑  Tan, Kevin (2008), pp.269-270.
20. ↑  "DOCKS BOSS SIGNS THE AGREEMENT" (7 July 1955)
21. ↑  "CITY COUNCIL WORKERS TO STRIKE" (15 August 1955)
22. ↑  "GOVT. ASK ILO AID ON LABOUR TROUBLES" (31 August 1955)
23. ↑  "Hotel strike inquiry" (7 October 1955)
24. ↑  "STC strike: Mr. Lim has a plan" (28 December 1955)
25. ↑  Lee (2008) , p. 107.
26. 1 2 3 4  Corfield (2011), p. xxv.
27. 1 2 3  "THE NEW CABINET WITH SIR ROBERT" (9 June 1956)
28. ↑  Trocki (2008), p. 118.
29. ↑  李光耀（1998年9月），第17章。
30. ↑  Tan, Kevin (2008), pp. 282, 316-317 & 364.
31. ↑  Hong and Huang (2008), p. 6.
32. ↑  Long (2011), p. 220.
33. ↑  Lee (2008) , pp. 137 & 145.
34. ↑  "Chinese Minister in War on Reds" (19 October 1956)
35. 1 2 3 4 5  "1956 - Student Riots" (1999)
36. 1 2  Lee (2008), p. 137.
37. 1 2 3 4  Lee (2008), p. 138.
38. 1 2 3 4  Lee (2008), p. 139.
39. 1 2 3  "11 April 1957: Britain agrees to Singapore self-rule" (2005)
40. 1 2 3 4 5 6  Corfield (2011), p. xxvi.
41. ↑  Yeo (1973), pp. 152-153.
42. 1 2 3 4 5 6 7  Wong (2000), p. 69.
43. 1 2  Nor-Afidah (2005)
44. 1 2  〈戰後馬來亞地區閩南人與華文教育之發展〉（2006年11月26日）
45. 1 2 3  〈南洋大學的歷史事略〉（2012年9月13日）
46. ↑  〈陳六使南洋大學落成典禮致辭〉（2011年12月31日）
47. ↑  "'NO' TO NANYANG DEGREES" (23 June 1959)
48. 1 2 3 4 5 6 7 8 9 10 11 12 13  "A Forgotten Past – The Curious Case of Lim Yew Hock" (2012)
49. ↑  Trocki (2008), pp. 119-120.
50. ↑  "Assembly Debates Bust-the-Gangs Bill" (14 August 1958)
51. ↑  李光耀（1994年），頁148。
52. ↑  "CITY COUNCIL ELECTION 1957", singapore-elections.com, retrieved on 12 January 2013.
53. ↑  "CITY COUNCIL BY-ELECTION 1958", singapore-elections.com, retrieved on 12 January 2013.
54. ↑  "The Peoples' Alliance" (12 November 1958)
55. 1 2 3  "LEGISLATIVE ASSEMBLY GENERAL ELECTION 1959", singapore-elections.com, retrieved on 12 January 2013.
56. 1 2 3 4 5 6  Tan, Guan Heng (2007), p. 142.
57. 1 2 3 4 5 6 7 8 9 10  "The Diplomat & the Samaritan" (1966)
58. 1 2  "Sandra: I'm ready to send a bundle of photos" (24 August 1966)
59. 1 2  "TUN LIM: I HAVE QUIT FOREIGN MINISTRY" (7 November 1968)
60. ↑  Morais (1966), p. 166.
61. 1 2  "I knew it was coming says Yew Hock" (30 November 1968)
62. ↑  "Tengku takes the pulse of Tun Lim Yew Hock" (27 September 1961)
63. ↑  Lim (1986), p.125.
64. 1 2 3  〈林有福是李光耀的上馬石〉（2008年4月3日）
65. ↑  "FRANCIS THOMAS RESIGNS" (1 February 1959)
66. ↑  "Chew Resigns" (4 March 1959)
67. ↑  "A busy day for Lim" (7 March 1959)
68. ↑  "Issue 42414 （页面存档备份，存于）", London Gazette, 18 July 1961, p.4.

### 英文資料
- "MARSHALL NAMES HIS MEN （页面存档备份，存于）", The Straits Times, 7 April 1955, p. 1.
- "DOCKS BOSS SIGNS THE AGREEMENT", The Straits Times, 7 July 1955, p. 7.
- "CITY COUNCIL WORKERS TO STRIKE （页面存档备份，存于）", The Straits Times, 15 August 1955, p. 1.
- "GOVT. ASK ILO AID ON LABOUR TROUBLES", The Straits Times, 31 August 1955, p. 5.
- "Hotel strike inquiry", The Straits Times, 7 October 1955, p. 1.
- "STC strike: Mr. Lim has a plan", The Straits Times, 28 December 1955, p. 1.
- "THE NEW CABINET WITH SIR ROBERT", The Straits Times, 9 June 1956, p. 1.
- "Chinese Minister in War on Reds （页面存档备份，存于）", The Canberra Times, 19 October 1956, p. 2.
- "Assembly Debates Bust-the-Gangs Bill", The Straits Times, 14 August 1958, p. 2.
- "The Peoples' Alliance", The Straits Times, 12 November 1958, p. 6.
- "FRANCIS THOMAS RESIGNS", The Straits Times, 1 February 1959, p. 1.
- "Chew Resigns", The Straits Times, 4 March 1959, p. 1.
- "A busy day for Lim", The Straits Times, 7 March 1959, p. 1.
- "'NO' TO NANYANG DEGREES", The Straits Times, 23 June 1959, p. 1.
- "Tengku takes the pulse of Tun Lim Yew Hock", The Straits Times, 27 September 1961, p. 7.
- Morais, John Victor, The Who's who in Malaysia. Solai Press, 1965.
- "The Diplomat & the Samaritan", Time Magazine, 1 July 1966.
- "Sandra: I'm ready to send a bundle of photos", The Straits Times, 24 August 1966, p. 11.
- Morais, John Victor, The Who's who in Malaysia. Solai Press, 1967.
- "TUN LIM: I HAVE QUIT FOREIGN MINISTRY", The Straits Times, 7 November 1968, p. 11.
- "I knew it was coming says Yew Hock", The Straits Times, 30 November 1968, p. 1.
- YEO, Kim-wah, Political Development of Singapore, 1945-1955 （页面存档备份，存于）. Singapore: Singapore University Press, 1973.
- "Lim Yew Hock dies in Jeddah", The Straits Times, 1 December 1984, p. 1.
- "Man who thumped the Reds", The Straits Times, 1 December 1984, p. 14.
- Lim, Yew Hock, Reflections. Kuala Lumpur: Pustaka Antara, 1986. ISBN 978-9-67937-029-4
- "1956 - Student Riots", Headlines, Lifelines, 1999.
- Wong, Ting-hong, "State Formation, Hegemony, and Nanyang University in Singapore, 1953 to 1965", Formosan Education and Society, 1, 59-87, 2000, pp. 59–85.
- Wong, Ting-hong, Hegemonies Compared: State Formation and Chinese School Politics in Postwar Singapore and Hong Kong （页面存档备份，存于）. Great Britain: Routledge, 2002. ISBN 978-0-41593-313-1
- Lau, Albert, "Lim Yew Hock", Oxford Dictionary of National Biography. Oxford University Press, 2004.
- Mukunthan, Michael, "Lim Yew Hock", Singapore Infopedia. National Library Board Singapore, 2004.
- Nor-Afidah, "Nanyang University", Singapore Infopedia. National Library Board Singapore, 2005.
- "11 April 1957: Britain agrees to Singapore self-rule （页面存档备份，存于）", BBC On This Day 1950 - 2005, 2005.
- Hong, Lysa, and, Huang, Jianli, The Scripting of a National History: Singapore and Its Pasts （页面存档备份，存于）. Singapore : NUS Press, 2008. ISBN 978-9-88805-294-3
- Tan, Guan Heng, 100 Inspiring Rafflesians: 1823-2003 （页面存档备份，存于）. New Jersey : World Scientific, 2008. ISBN 978-9-81277-892-5
- Lee, Edwin, Singapore: The Unexpected Nation （页面存档备份，存于）. Singapore: Institute of Southeast Asian Studies, 2008. ISBN 978-9-81230-797-2
- Tan, Kevin, Marshall of Singapore （页面存档备份，存于）. Institute of Southeast Asian Studies, 2008. ISBN 978-9-81230-877-1
- Trocki, Carl A., Paths Not Taken: Political Pluralism in Post-War Singapore （页面存档备份，存于）. Singapore: NUS Press, 2008. ISBN 978-9-97169-378-7
- Ng, Tze Lin Tania, "Rendel Commission", Singapore Infopedia. National Library Board Singapore, 2009.
- Quah, Jon S. T., Public Administration Singapore-Style （页面存档备份，存于）. UK: Emerald Group Publishing, 2010. ISBN 978-1-84950-925-1
- "Singapore Legislative Assembly General Election - 1955", Singapore Infopedia. National Library Board Singapore, 2010.
- Sutherland, Duncan, "Sir Robert Black", Singapore Infopedia, 25 June 2010.
- Long, S. R. Joey, "Bringing the International and Transnational back in : Singapore, Decolonisation, and the Cold War", Singapore in Global History （页面存档备份，存于）. Amsterdam: Amsterdam University Press, 2011, pp. 215–234. ISBN 978-9-04851-437-3
- Corfield, Justin, Historical Dictionary of Singapore （页面存档备份，存于）. Singapore: Scarecrow Press, 2011.
- "A Forgotten Past – The Curious Case of Lim Yew Hock （页面存档备份，存于）", Remember Singapore, 13 November 2012.

### 中文資料
- 李光耀，《李光耀40年政論選》。台北：聯經出版事業公司，1994年。ISBN 978-9-57081-182-7
- 李光耀，《李光耀回憶錄—風雨獨立路》。北京：外文出版社，1998年9月。ISBN 978-7-11902-255-0
- 〈戰後馬來亞地區閩南人與華文教育之發展 （页面存档备份，存于）〉，《新加坡文獻館》，2006年11月26日。
- 〈林有福是李光耀的上馬石 （页面存档备份，存于）〉，《新加坡文獻館》，2008年4月3日。
- 〈陳六使南洋大學落成典禮致辭 （页面存档备份，存于）〉，《新加坡文獻館》，2011年12月31日。
- 〈南洋大學的歷史事略 （页面存档备份，存于）〉，《南洋大學校友業餘網站》，2012年9月13日。

## 外部連結
- 1951年新加坡立法局大選
- 1955年新加坡立法議會大選
- 1959年新加坡立法議會大選

| 官衔               | 官衔                                     | 官衔            |
| ------------------ | ---------------------------------------- | --------------- |
| 前任： 大衛·馬紹爾 | 第2任新加坡首席部長 1956年6月－1959年6月 | 繼任者： 李光耀 |